# Grand Prix Bari 1989
Il Grand Prix Bari 1989, noto come Kim Top Line per motivi di sponsorizzazione, è stato un torneo professionistico maschile di tennis giocato sulla terra rossa. È stata la 9ª edizione del torneo – la sesta inserita nel circuito Grand Prix – e si è svolta nell'ambito del Grand Prix 1989. Si è giocato dal 19 al 25 giugno 1989 al Circolo Tennis Bari di Bari, in Italia.
È stata l'ultima edizione di questo torneo giocata nel Grand Prix e a Bari, l'anno successivo l'evento si sarebbe spostato a Genova e si sarebbe disputato sotto l'egida del neonato ATP Tour.

## Campioni

### Singolare
Juan Aguilera ha battuto in finale  Marián Vajda con il punteggio di 4–6, 6–3, 6–4

### Doppio
Simone Colombo /  Claudio Mezzadri hanno battuto in finale  Sergio Casal /  Javier Sánchez con il punteggio di 0–6, 6–3, 6–3